# Fumaria segetalis
Fumaria segetalis là một loài thực vật có hoa trong họ Anh túc. Loài này được (Hammar) Cout. mô tả khoa học đầu tiên năm 1913.